# Eli Iserbyt
Pour les articles homonymes, voir Iserbyt.

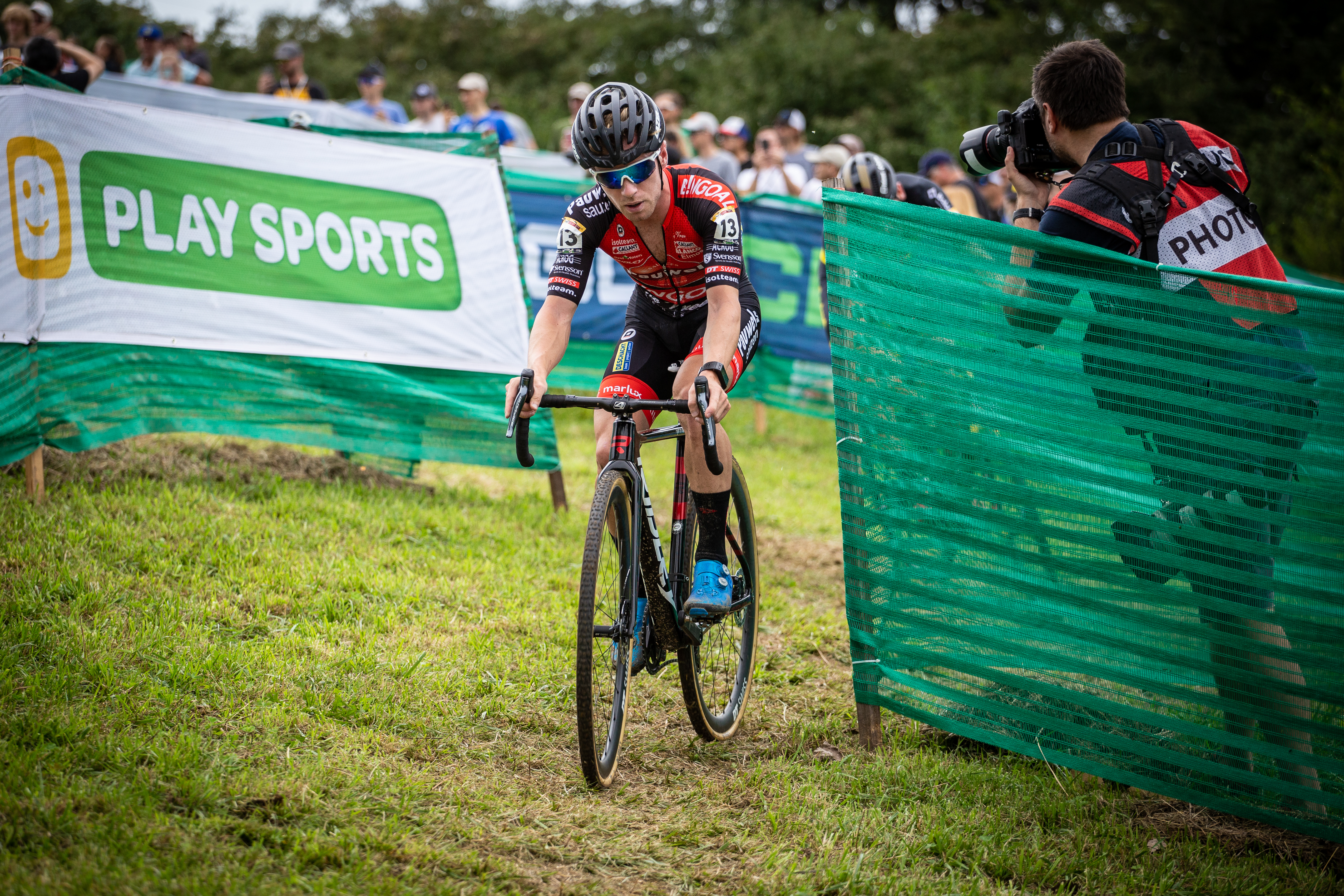
Eli Iserbyt en 2019.

Eli Iserbyt, né le 22 octobre 1997, est un coureur cycliste belge, spécialiste du cyclo-cross. 

## Biographie
Eli Iserbyt commence le cyclo-cross à l'âge de 11 ans et remporte plusieurs fois les championnats de Belgique dans les catégories de jeune. Lors de la saison 2014-2015, il réalise une saison quasi parfaite chez les juniors (17-18 ans). Il est champion d'Europe, champion de Belgique et vainqueur de la Coupe du monde. Au championnat du monde de cyclo-cross juniors, il doit se contenter de la médaille d'argent derrière le Danois Simon Andreassen. 
Dès son premier hiver chez les espoirs (moins de 23 ans), en 2015-2016, il domine la catégorie. Il devient champion du monde de cyclo-cross espoirs, remporte également le classement général de la Coupe du monde espoirs, ainsi que celui du Superprestige espoirs. Durant cette période, il court pour l'équipe junior puis pour l'équipe professionnelle de Telenet-Fidea, mais signe un contrat de cinq ans avec l'équipe Marlux-Napoleon Games à partir de juin 2016. Au cours des années suivantes, Iserbyt est régulièrement l'un des meilleurs coureurs de moins de 23 ans, devenant notamment à nouveau champion du monde dans cette catégorie en 2018.
À partir de la saison 2019-2020, il évolue chez les élites en raison de son âge. Il remporte les trois premières manches de la Coupe du monde pour son entrée dans cette catégorie (à Iowa, Waterloo et Berne) ainsi que la manche à Nommay. Il manque la victoire finale en raison de la course de Namur, où il abandonne à cause d'une hypothermie et se classe finalement deuxième du général derrière Toon Aerts. Cette même saison, il remporte le classement général du Trophée des AP Assurances. Le 8 novembre 2020, il devient champion d'Europe de cyclo-cross.
Au cours des années suivantes, il est l'un des coureurs de cyclo-cross les plus titrés. Il remporte au moins un des trois grands classements (Coupe du monde, Superprestige, Trofee veldrijden) à chaque saison. En Coupe du monde, seuls Sven Nys et Mathieu van der Poel ont remporté plus de manches qu'Iserbyt. Lors de la saison 2021-2022, il remporte le classement général de la Coupe du monde en gagnant sept manches de cette compétition. Il remporte également le classement général du Superprestige. Il devient numéro 1 au classement UCI, en profitant notamment du fait que les champions du monde en série Mathieu van der Poel et Wout van Aert réduisent leur implication dans le cyclo-cross. Fin 2023, Iserbyt qualifiait même de « utopique » le fait de les battre. Aux championnats du monde de 2022, il n'a pas pu profiter de leurs absences et doit se contenter de la troisième place. L'année suivante, il obtient la même place derrière le duo. En 2024, il décroche le titre de champion de Belgique de cyclo-cross. 
À l'automne 2024, Iserbyt endommage délibérément le vélo de son concurrent Ryan Kamp lors d'une altercation et est suspendu pour trois courses. Avec une victoire au Scheldecross dans le cadre de la Coupe du monde, il retrouve le chemin du succès après un mois. Après une baisse de ses performances au cours de la deuxième moitié de la saison, un rétrécissement de l'artère fémorale est identifié comme la cause de sa méforme et il doit subir une intervention chirurgicale.

## Palmarès
- 2012-2013
  -  Champion de Belgique de cyclo-cross cadets
- 2013-2014
  -  Champion de Belgique de cyclo-cross juniors
  - Trophée Banque Bpost juniors #1, Renaix
  - 7e du championnat du monde de cyclo-cross juniors
- 2014-2015
  -  Champion d'Europe de cyclo-cross juniors
  -  Champion de Belgique de cyclo-cross juniors
  - Coupe du monde juniors #1, Fauquemont
  - Coupe du monde juniors #3, Zolder
  - Coupe du monde juniors #4, Hoogerheide
  - Superprestige juniors #1, Gieten
  - Superprestige juniors #2, Zonhoven
  - Superprestige juniors #3, Ruddervoorde
  - Superprestige juniors #4, Gavre
  - Superprestige juniors #5, Francorchamps
  - Superprestige juniors #6, Diegem
  - Superprestige juniors #7, Hoogstraten
  - Trophée Banque Bpost juniors #1, Renaix
  - Steenbergcross juniors, Erpe-Mere
  - Internationale Sluitingsprijs juniors, Oostmalle
  - Vlaamse Druivencross Overijse juniors
  - Soudal Cyclocross Leuven juniors, Louvain
  -  Médaillé d'argent du championnat du monde de cyclo-cross juniors
- 2015-2016
  -  Champion du monde de cyclo-cross espoirs
  - Vainqueur de la Coupe du monde espoirs
    - Coupe du monde espoirs #2, Coxyde
    - Coupe du monde espoirs #3, Namur
    - Coupe du monde espoirs #5, Lignières-en-Berry

  - Classement du Superprestige espoirs
    - Superprestige espoirs #2, Zonhoven
    - Superprestige espoirs #3, Ruddervoorde
    - Superprestige espoirs #4, Gavre
    - Superprestige espoirs #7, Hoogstraten
    - Superprestige espoirs #8, Middelkerke

  - Trophée Banque Bpost espoirs #1, Renaix
  - Trophée Banque Bpost espoirs #3, Hamme
  - Druivencross espoirs
  -  Médaillé de bronze du championnat d'Europe de cyclo-cross espoirs
- 2016-2017
  - Coupe du monde de cyclo-cross espoirs #6, Fiuggi
  - Classement général du Trophée des AP Assurances espoirs
    - Trophée des AP Assurances espoirs #2, Audenarde
    - Trophée des AP Assurances espoirs #4, Essen
    - Trophée des AP Assurances espoirs #6, Loenhout
    - Trophée des AP Assurances espoirs #7, Baal

  - Superprestige espoirs #4, Gavre
  - Druivencross espoirs
  - 5e de la Coupe du monde espoirs
- 2017-2018
  -  Champion du monde de cyclo-cross espoirs
  -  Champion d'Europe de cyclo-cross espoirs
  - Coupe du monde de cyclo-cross espoirs #3, Zeven
  - Coupe du monde de cyclo-cross espoirs #7, Hoogerheide
  - Classement général du Trophée des AP Assurances espoirs
    - Trophée des AP Assurances espoirs #1, Renaix
    - Trophée des AP Assurances espoirs #3, Hamme
    - Trophée des AP Assurances espoirs #4, Essen
    - Trophée des AP Assurances espoirs #5, Anvers
    - Trophée des AP Assurances espoirs #6, Loenhout
    - Trophée des AP Assurances espoirs #7, Baal
    - Trophée des AP Assurances espoirs #8, Lille

  - Superprestige espoirs #7, Hoogstraten
  - 2e de la Coupe du monde espoirs
- 2018-2019
  - Coupe du monde de cyclo-cross espoirs #3, Berne
  - Coupe du monde de cyclo-cross espoirs #5, Heusden-Zolder
  - Coupe du monde de cyclo-cross espoirs #9, Hoogerheide
  -  Médaillé d'argent du championnat du monde de cyclo-cross espoirs
  -  Médaillé d'argent du championnat d'Europe de cyclo-cross espoirs
  - 2e de la Coupe du monde espoirs
  - 3e du Superprestige espoirs
- 2019-2020
  - Coupe du monde de cyclo-cross #1, Iowa City
  - Coupe du monde de cyclo-cross #2, Waterloo
  - Coupe du monde de cyclo-cross #3, Berne
  - Coupe du monde de cyclo-cross #8, Nommay
  - Classement général du Trophée des AP Assurances
    - Trophée des AP Assurances #1, Audenarde

  - Ethias Cross - Polderscross, Kruibeke
  - Ethias Cross - Parkcross Maldegem, Maldeghem
  - Ethias Cross - Vestingcross Hulst, Hulst
  - Superprestige #1, Gieten
  - Superprestige #3, Gavre
  -  Médaillé d'argent du championnat d'Europe de cyclo-cross
  - 2e du championnat de Belgique de cyclo-cross
  - 2e de la Coupe du monde
  - 2e du Superprestige
  - 10e du championnat du monde de cyclo-cross
- 2020-2021
  -  Champion d'Europe de cyclo-cross
  - Ethias Cross Rapencross, Locres
  - Ethias Cross Waaslandcross, Saint-Nicolas
  - Superprestige #2, Ruddervoorde
  - Superprestige #5, Boom
  - Classement général du X²O Badkamers Trofee
    - X²O Badkamers Trofee #1, Audenarde
    - X²O Badkamers Trofee #2, Courtrai

  - 2e du Superprestige
  - 7e du championnat du monde de cyclo-cross
- 2021-2022
  - Classement général de la Coupe du monde
    - Coupe du monde de cyclo-cross #1, Waterloo
    - Coupe du monde de cyclo-cross #3, Iowa City
    - Coupe du monde de cyclo-cross #5, Overijse
    - Coupe du monde de cyclo-cross #7, Coxyde
    - Coupe du monde de cyclo-cross #8, Besançon
    - Coupe du monde de cyclo-cross #15, Flamanville
    - Coupe du monde de cyclo-cross #16, Hoogerheide

  - Classement général du Superprestige
    - Superprestige #2, Ruddervoorde
    - Superprestige #3, Niel
    - Superprestige #4, Merksplas

  - Ethias Cross - Rapencross, Lokeren
  - Ethias Cross - be-Mine Cross, Beringen
  - Ethias Cross - Versluys Cyclocross, Bredene
  - X²O Badkamers Trofee #1, Audenarde
  - 2e du X²O Badkamers Trofee
  -  Médaillé de bronze du championnat du monde de cyclo-cross
- 2022-2023
  - Coupe du monde de cyclo-cross #1, Waterloo
  - Coupe du monde de cyclo-cross #2, Fayetteville
  - Coupe du monde de cyclo-cross #3, Tábor
  - Exact Cross - be-Mine Cross, Beringen
  - Superprestige #1, Ruddervoorde
  - Superprestige #7, Middelkerke
  - Classement général du X²O Badkamers Trofee
  - X²O Badkamers Trofee #3, Baal
  - X²O Badkamers Trofee #8, Bruxelles
  - 2e du Superprestige
  -  Médaillé de bronze du championnat du monde de cyclo-cross
  - 3e de la Coupe du monde
- 2023-2024
  -  Champion de Belgique de cyclo-cross
  - Classement général de la Coupe du monde
    - Coupe du monde de cyclo-cross #4, Troyes
    - Coupe du monde de cyclo-cross #6, Flamanville

  - Classement général du Superprestige
    - Superprestige #1, Overijse
    - Superprestige #2, Ruddervoorde
    - Superprestige #3, Niel
    - Superprestige #8, Middelkerke

  - X²O Badkamers Trofee #2, Courtrai
  - X²O Badkamers Trofee #8, Bruxelles
  - Cyclocross Otegem, Otegem
  - Exact Cross #6, Maldegem
  - 2e du X²O Badkamers Trofee
  - 5e du championnat du monde de cyclo-cross
  - 6e du championnat d'Europe de cyclo-cross
- 2024-2025
  - Coupe du monde de cyclo-cross #1, Anvers
  - Classement général du X²O Badkamers Trofee
    - X²O Badkamers Trofee #5, Baal

  - Exact Cross #3, Heerde
  - Exact Cross #4, Courtrai
  -  Médaillé de bronze du championnat d'Europe de cyclo-cross
  - 5e de la Coupe du monde de cyclo-cross

### Classements
| Épreuve / Édition       | 2019/2020 | 2020/2021 | 2021/2022 | 2022/2023 | 2023/2024 | 2024/2025 |
| Championnat du monde    | 10e       | 7e        | 3e        | 3e        | 5e        | 13e       |
| Championnat d'Europe    | 2e        | 1er       | 12e       | Abd.      | 6e        | 3e        |
| Coupe du monde          | 2e        | 18e       | 1er       | 3e        | 1er       | 5e        |
| Superprestige           | 2e        | 2e        | 1er       | 2e        | 1er       | 4e        |
| Trophée X2O Badkamaers  | 1er       | 1er       | 2e        | 1er       | 2e        | 1er       |
| Championnat de Belgique | 2e        | Abd.      | Abd.      | 4e        | 1er       | 7e        |